# Kloster Zeven
Kloster Zeven ou Closterseven fut une abbaye à Zeven dans l'arrondissement de Rotenburg, Basse-Saxe, Allemagne. Aujourd'hui son abbatiale est l´église Saint-Guy (en allemand : St. Vitikirche) de l'Église protestante luthérienne du Pays de Hanovre. 
Elle tire son nom d'un monastère bénédictin fondé en 1141. Ce monastère fut sécularisé après le traité de Westphalie. La reine Christine de Suède y installa l'administration des duchés de Brême-et-Verden. L'abbatiale devenait l'église paroissiale de Saint-Guy. 
Durant la guerre de Sept Ans, les Français, le Maréchal de Richelieu, après y avoir vaincu le duc William Augustus de Cumberland en 1757, y firent signer le 8 septembre 1757 une convention par laquelle les Hanovriens s'engageaient à garder la neutralité ; mais cette convention fut bientôt rompue.